# كاميرون واتسون
كاميرون واتسون (بالإنجليزية: Cameron Watson)‏ (31 مايو 1987 ملبورن أستراليا - ) هو لاعب كرة قدم أسترالي يلعب كلاعب وسط.